# Palystes pinnotheres
Palystes pinnotheres là một loài nhện trong họ Sparassidae.
Loài này thuộc chi Palystes. Palystes pinnotheres được Charles Athanase Walckenaer miêu tả năm 1805.